# Pisanets
Pisanets (bulgariska: Писанец) är ett distrikt i Bulgarien.   Det ligger i kommunen Obsjtina Vetovo och regionen Ruse, i den nordöstra delen av landet, 250 km öster om huvudstaden Sofia.
Trakten runt Pisanets består till största delen av jordbruksmark. Runt Pisanets är det ganska glesbefolkat, med 34 invånare per kvadratkilometer.